# Vârful Iezeru Mare, Munții Iezer-Păpușa
Iezerul Mare este un vârf muntos, al doilea vârf ca înălțime din Masivul Iezer-Păpușa, Carpații Meridionali, având o altitudine de 2.463 metri.